# Rodrigue Kwizera
Rodrigue Kwizera (10 ottobre 1999) è un mezzofondista burundese.

## Palmarès
| Anno | Manifestazione      | Sede     | Evento         | Risultato | Prestazione | Note                                     |
| ---- | ------------------- | -------- | -------------- | --------- | ----------- | ---------------------------------------- |
| 2017 | Mondiali di cross   | Kampala  | Corsa seniores | 39º       | 30'28"      |                                          |
| 2017 | Mondiali di cross   | Kampala  | A squadre      | 6º        | 119 p.      |                                          |
| 2018 | Campionati africani | Asaba    | 5000 m piani   | 9°        | 14'00"88    |                                          |
| 2019 | Mondiali di cross   | Aarhus   | Corsa seniores | 11º       | 32'37"      |                                          |
| 2019 | Mondiali di cross   | Aarhus   | A squadre      | 5º        | 90 p.       |                                          |
| 2019 | Giochi panafricani  | Rabat    | 5000 m piani   | 16º       | 14'09"35    |                                          |
| 2019 | Mondiali            | Doha     | 10000 m piani  | 15º       | 28'21"92    |                                          |
| 2022 | Mondiali            | Eugene   | 10000 m piani  | 16º       | 28'01"49    |                                          |
| 2023 | Mondiali di cross   | Bathurst | Corsa seniores | 8º        | 30'06"      |                                          |
| 2023 | Mondiali            | Budapest | 10000 m piani  | 7º        | 28'00"29    | Miglior prestazione personale stagionale |
| 2023 | Mondiali            | Budapest | 5000 m piani   | Batteria  | 13'35"81    |                                          |
| 2024 | Giochi Olimpici     | Parigi   | 10000 m piani  | dns       | dns         |                                          |

## Altre competizioni internazionali
2021
- Oro al Cross Internacional de Soria ( Soria) - 28'57"
- Oro al Cross Internacional de San Sebastián ( San Sebastián) - 26'56"
- Argento al Cross de Atapuerca ( Atapuerca) - 25'34"
- Oro al Cross Internacional de Itálica ( Siviglia) - 28'33"
- dq al Cross Internacional de Alcobendas ( Alcobendas)[1]
- Oro al Cross Internacional de Venta de Baños ( Venta de Baños) - 32'30"
- Argento alla San Silvestre Vallecana ( Madrid), 10km - 27'55"

2022
- Oro al ECCC Cross Country ( Oeiras) - 29'27"[2]
- Oro al Cross das Amendoeiras em Flor ( Albufeira) - 24'41"
- Bronzo alla adizero Road to Records ( Herzogenaurach), 10 km - 26'56"
- 10º al Meeting de Paris ( Parigi), 5000 m piani - 13'26"17
- Oro al Cross Internacional Zornotza ( Amorebieta-Etxano) - 25'45"
- Oro alla 10k Alcobendas ( Alcobendas), 10km - 27'24"
- Bronzo al Cross Internacional de Atapuerca ( Atapuerca) - 28'02"
- Argento al Cross Internacional de Itálica ( Siviglia) - 28'51"
- Oro al Cross Internacional de la Constitución ( Alcobendas) - 29'58"
- Oro al Cross Internacional de Venta de Baños ( Venta de Baños) - 34'06"

2023
- Oro al Campaccio ( San Giorgio su Legnano) - 28'42"
- 4º alla 10K Valencia Ibercaja ( Valencia), 10km - 27'04"
- Oro al ECCC Cross Country ( Oropesa del Mar) - 23'55"[3]
- Bronzo alla adizero Road to Records ( Herzogenaurach), 5 km - 13'11"
- Argento alla World 10K Bangalore ( Bangalore) - 27'59"
- Bronzo al Cross Internacional de Atapuerca ( Atapuerca) - 26'16"
- Bronzo al Cross Internacional de Itálica ( Siviglia) - 29'11"
- Oro al Cross Internacional de Soria ( Soria) - 25'36"
- Oro al Cross Internacional de Alcobendas ( Alcobendas) - 29'34"

2024
- 11º alla 10K Valencia Ibercaja ( Valencia) - 27'37"
- Bronzo alla adizero Road to Records ( Herzogenaurach), 10 km - 27'07"
- Oro al Cross de Atapuerca ( Atapuerca) - 25'34"
- Oro al Cross Internacional Zornotza ( Amorebieta-Etxano) - 25'29"
- Oro al Cross Internacional de Alcobendas ( Alcobendas) - 22'59"

2025
- Argento al Cross Internacional Juan Muguerza ( Elgoibar) - 29'37"